# Фредрік Олдруп Єнсен
Фредрік Олдруп Єнсен (норв. Fredrik Oldrup Jensen, нар. 18 травня 1993 Шієн, Норвегія) — норвезький футболіст, центральний півзахисник клубу «Волеренга».

## Ігрова кар'єра
Фредрік Єнсен народився у місті Шієн, що на півдні Норвегії. Є вихованцем місцевого клубу «Одд». У першій команді клубу футболіст дебютував у квітні 2012 року у матчі Тіппеліги.
Відігравши за команду шість сезонів, Фредрік переїхав до Бельгії, де уклав угоду на чотири роки з клубом «Зюлте-Варегем». Але закріпитися в основі бельгійського клубу Єнсен не зумів і вже наступний сезон він провів в оренді у шведському клубі «Гетеборг».
У 2019 році Єнсен повернувся до рідного клубу «Одд», де відіграв один сезон на правах оренди. А в лютому 2020 футболіст підписав дворічний контракт із столичним клубом «Волеренга». І вже в першому сезоні виграв з клубом бронзові нагороди чемпіонату.